# Cisurupan (Cisurupan)
Cisurupan is een bestuurslaag in het regentschap Garut van de provincie West-Java, Indonesië. Cisurupan telt 7440 inwoners (volkstelling 2010).